# Chemický rozklad
Chemický rozklad (degradace) je chemická reakce, při které vznikají z látek složitějších látky jednodušší. Jinými slovy je to reakce, při které se výchozí látka rozloží na dvě nebo více látek jednodušších. Opakem chemického rozkladu je chemická syntéza.
Chemický rozklad je většinou endotermická reakce, neboť k rozbití vazeb je třeba dodat energii. Reakce chemického rozkladu se dělí na rozklad za dodání energie, rozklad za dodání jiné látky a rozklad biologických organismů.
Příklady chemického rozkladu vody, peroxidu vodíku, oxidu měďnatého a chloridu amonného:
2  H2O → 2 H2 + O2
2 H2O2 → 2 H2O + O2
2 CuO → 2 Cu + O2↑
NH4Cl → NH3↑ + HCl↑
Například výbušná rozkladná reakce azidu sodného (NaN3)2 na plynný dusík (N2) a sodík (Na) je reakce používaná v airbagu prakticky ve všech vozidlech.

## Rozklad za dodání energie
Nejčastější typem tohoto rozkladu je tepelný rozklad nebo termolýza, chemický rozklad způsobený teplem. Důležitým parametrem při této reakci je teplota rozkladu látky, při které se látka chemicky rozkládá. Například, pokud se voda zahřeje na více než 2000 °C, malé procento z ní se rozloží na OH, kyslík O2 a H2. Sloučenina s nejvyšší známou teplotou rozkladu je oxid uhelnatý, který se rozkládá při teplotě 3870 °C.
Reakce je tedy endotermická, protože teplo je zapotřebí k rozbití chemických vazeb v rozkládající se sloučenině. Energii pro endotermickou reakci rozkladu lze dodat několika způsoby. Podle toho rozeznáváme tyto reakce:
- Termolýza – rozklad zvýšením teploty, pyrolýza nebo kalcinace
- Elektrolýza – rozklad pomocí elektřiny
- Fotolýza – rozklad pomocí světla (elektromagnetického záření)

Příklady tepelných rozkladů:
Tepelný rozklad peroxidu barnatého na oxid barnatý a kyslík:
{\displaystyle \mathrm {2\ BaO_{2}\ {\xrightarrow {\Delta T}}\ 2\ BaO+\ O_{2}} }
Tepelný rozklad uhličitanu vápenatého na oxid vápenatý a oxid uhličitý:
{\displaystyle \mathrm {CaCO_{3}\ {\xrightarrow {\Delta T}}\ CaO+\ CO_{2}} }
Elektrolýza vody na kyslík a vodík:
{\displaystyle \mathrm {2\ H_{2}O\ {\xrightarrow {Elektrolyse}}\ O_{2}\ +\ 2\ H_{2}} }
Příklady rozkladu dusičnanů, dusitanů a amonných sloučenin:
- Dichroman amonný při zahřívání poskytuje dusík, vodu a oxid chromitý.
- Dusičnan amonný při silném zahřátí poskytuje oxid dusičitý a vodu.
- Dusitan amonný při zahřátí poskytuje plynný dusík a vodu.
- Azid barnatý při zahřátí poskytuje kov barya a plynný dusík.
- Azid sodný při zahřátí na 300 °C poskytuje dusík a sodík.
- Dusičnan sodný při zahřátí poskytuje dusitan sodný a plynný kyslík.

## Rozklad za dodání jiné látky
Při tomto typu rozkladu vstupují do rozkladné reakce další sloučeniny:
- Oxidanty - nejčastěji rozklad pomoc kyslíku
- Hydrolýza - rozklad vodou
- Dekarboxylace - uvolnění oxidu uhličitého
- Dehydratace - uvolňování krystalické vody z hydrátů

Příklady rozkladů:
Spalování metanu kyslíkem za vzniku oxidu uhličitého a vody:
{\displaystyle \mathrm {CH_{4}\ +\ 2\ O_{2}\ {\xrightarrow {\Delta T}}\ CO_{2}\ +\ 2\ H_{2}O} }
Dekarboxylace kyseliny malonové na kyselinu octovou a oxid uhličitý:
{\displaystyle \mathrm {HOOC-CH_{2}-COOH\ {\xrightarrow {\Delta T}}\ HOOC-CH_{3}\ +\ CO_{2}} }

## Rozklad biologických organismů
Biologický (biotický) rozklad je degradace organických látek v organismech pomocí dalších organismů nazývaných saprobionty (destruktory). Saprobionty jsou všudypřítomné organismy, které se živí rozkládající se organickou hmotou, například mikroorganismy jako jsou bakterie a houby. Saprobionty používají organické sloučeniny jako svůj zdroj energie. Organické látky, obvykle vysoce polymerní proteiny nebo sacharidy, jsou nejprve mechanicky rozloženy saprobioty. Pak následuje chemicky rozklad s vyloučením vzduchu (anaerobní) nebo za přítomnosti vzduchu (aerobní).
V současnosti se stal velkým ekologickým problémem rozklad organických látek v odpadu. Biologická rozložitelnost průmyslově vyráběných chemikálií (například plastů) je časově velmi náročná, a proto byl zaveden termín biologická rozložitelnost. Některé látky se nazývají perzistentní (trvalé, stálé), neboť prakticky nepodléhají biologickému rozkladu.
Zvláštním případem reakce rozkladu je eliminace u organických sloučenin, kdy při reakci dochází ke vzniku násobné vazby nebo cyklu při odštěpení jednoduché sloučeniny. Některé organické sloučeniny, jako jsou terciární aminy při zahřívání, procházejí Hofmannovou eliminací a poskytují sekundární aminy a alkeny.